# 루이 르 프린스

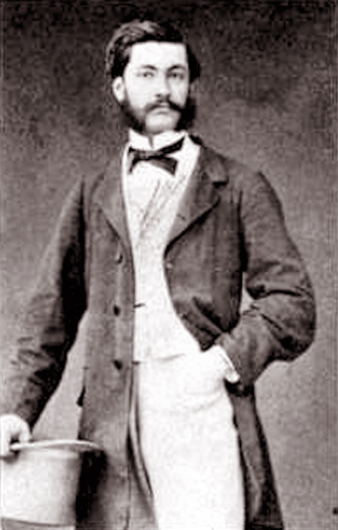
1860년대의 르 프린스

루이 아이메 오귀스탱 르 프린스(프랑스어: Louis Aimé Augustin Le Prince, 1841년 8월 28일 ~ 1890년 9월 16일 사라짐, 1897년 9월 16일 사망선고)는 프랑스의 예술가이자 초기 영화 카메라의 발명가로, 아마도 단일 렌즈 카메라와 종이 필름을 사용하여 동영상 시퀀스를 촬영한 최초의 사람일 것이다. 그는 "시네마토그래피의 아버지"로 인정받았지만, 그의 작품은 영화의 상업적 발전에 영향을 미치지 못했는데, 이는 그의 1890년 실종을 둘러싼 사건들에 크게 기인한다.

## 실종
1890년 9월, 르 프린스는 그의 작품을 공개적으로 선보이고 그의 아내와 아이들과 함께 하기로 되어 있는 미국으로의 여행을 준비하고 있었다. 이 여행 전에, 그는 디종에 있는 그의 형을 방문하기 위해 프랑스로 돌아가기로 결정했다. 그리고 나서, 9월 16일, 그는 파리로 가는 기차를 탔지만, 계획보다 늦은 기차를 탔고, 그의 친구들은 그를 파리에서 그리워했다.  그는 그의 가족이나 친구들에게 다시는 보이지 않았다. 디종 역에서 르 프린스를 마지막으로 본 사람은 그의 형이었다. 프랑스 경찰, 스코틀랜드 야드와 그의 가족은 철저한 수색을 했지만, 그를 찾지 못했다. 르 프린스는 1897년에 공식적으로 사망선고를 받았다. 대부분 근거가 없는 많은 이론들이 제안되었다.